# Володимирська, 18/2
Будинок № 18/2 — один із київських прибуткових будинків, розташований на розі Володимирської вулиці й Рильського провулку навпроти Софійського собору.
Будівля, яка є типовим зразком житлової споруди у стилі неоренесанс, органічно вписана в історичну забудову Софійської площі і формує її ансамбль.
Наказом Міністерства Культури і туризму України № 58/0/16-10 від 3 лютого 2010 року будинок внесений до обліку пам'яток містобудування й архітектури місцевого значення.

## Будівництво і використання будівлі

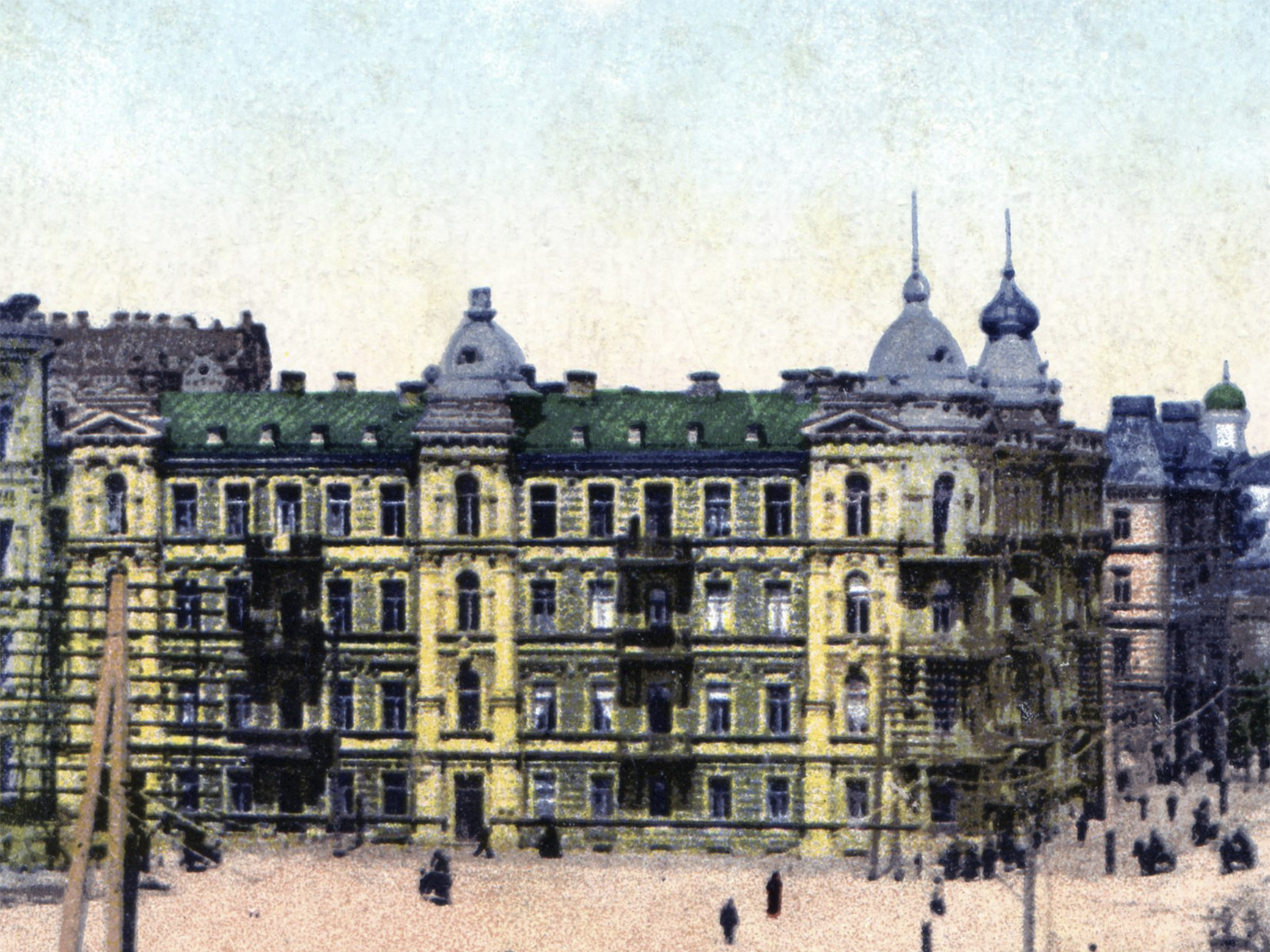
Будинок № 18/2 на листівці 1900-х років

Наріжна садиба належала київському губернському архітекторові Михайлові Іконнікові. 1860 року на ділянці спорудили двоповерховий будинок. Після смерті архітектора в 1897 році його син  продав садибу Олені Воробйовій.
Первісно двоповерхову кам'яницю спорудили як приватний будинок. Згодом звели поверх. А 1900 року за проєктом архітектора Володимир Ніколаєв надбудували ще один. Нові власники використовували споруду як прибутковий будинок.
1922 року будівлю націоналізували більшовики.
1984 року будинок капітально реконструювали.

## Архітектура
Чотириповерхова, цегляна, Г-подібна у плані будівля має похилий дах, плоскі, спочатку дерев'яні, згодом бетонні перекриття.
Архітектура фасаду оформлена у стилі неоренесанс. Будинок симетричний відносно наріжжя, від якого відходять два крила. Фасади секцій рустовані. Розчленовані розкріповками з парадними сходами. Їх прикрашають пілястри корінфського й іонічного ордерів й завершують невеликі вежі.
Заокруглена наріжна частина пластично опрацьована каріатидами у стилістиці модерну. Скульптурні фігури підтримують дугоподібний балкон третього поверху. Наріжжя увінчує баня з кованою короною (первісно — зі шпилем).
Площини стін прорізано прямокутними, а в розкріповках — напівциркульними вікнами. 
Парапети й балкони оздоблені металевими ажурними огорожами. Ліпний декор в інтер'єрі втрачено.

## Галерея

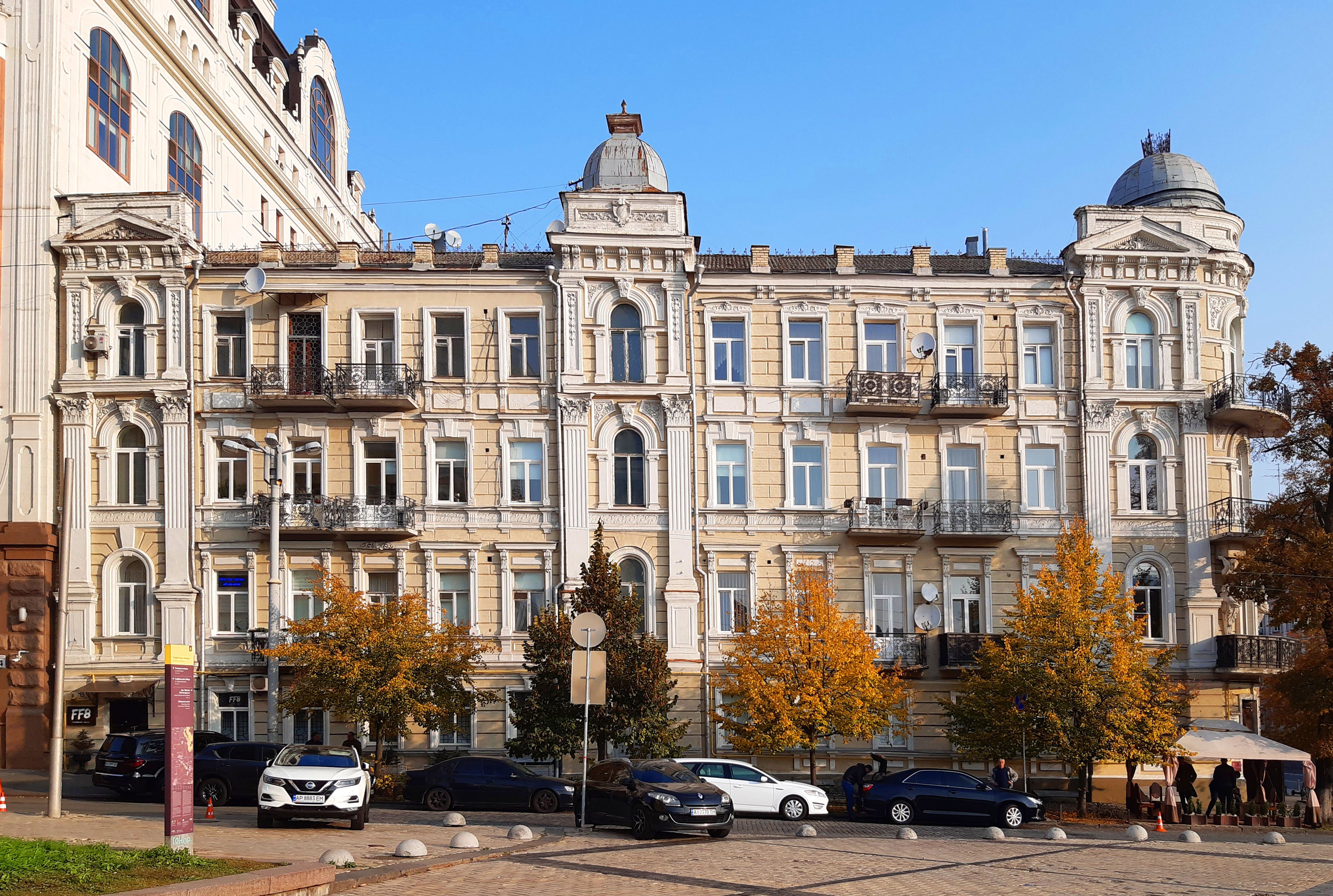
Фасад з боку Софійської площі
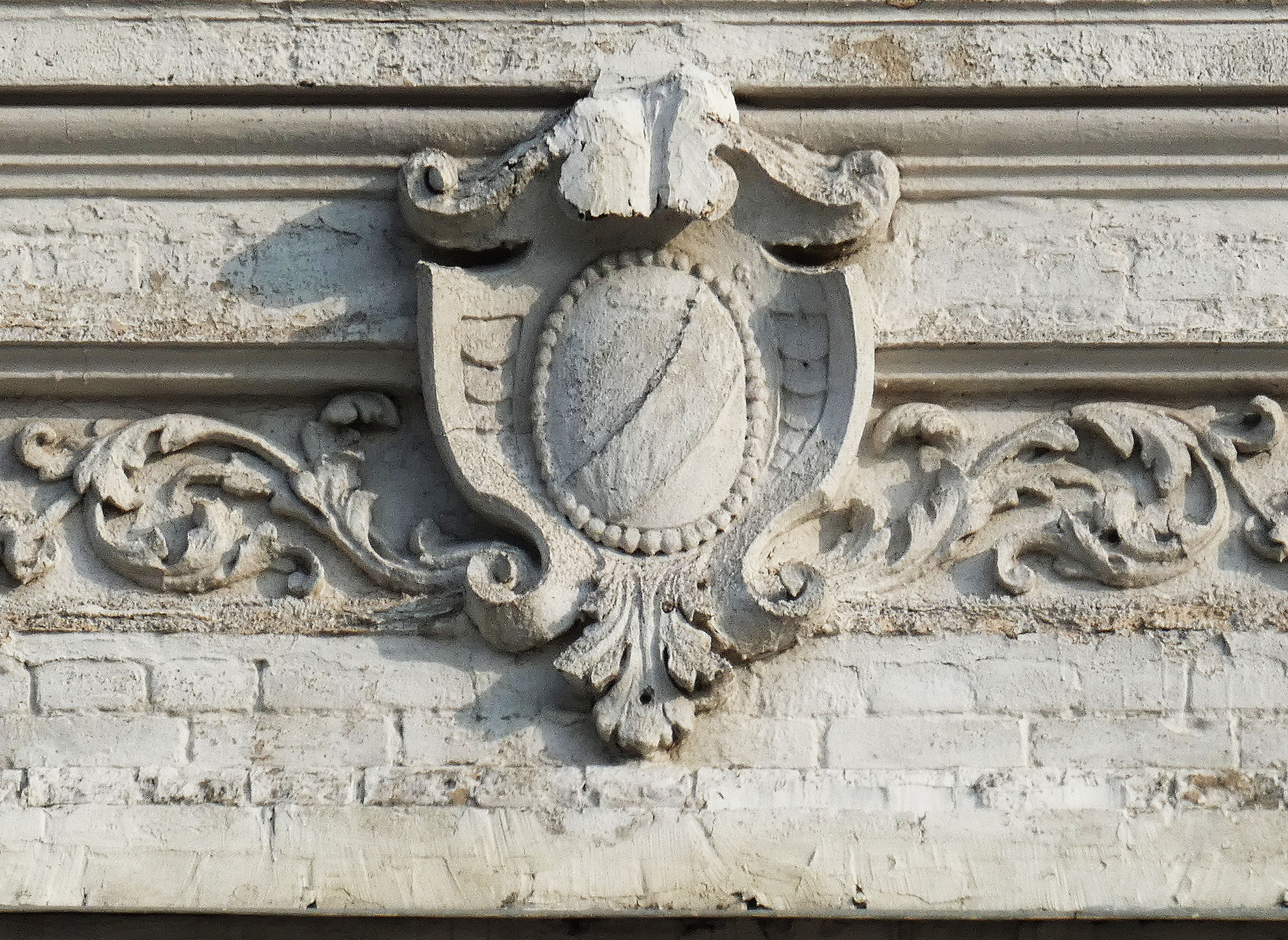
Картуш
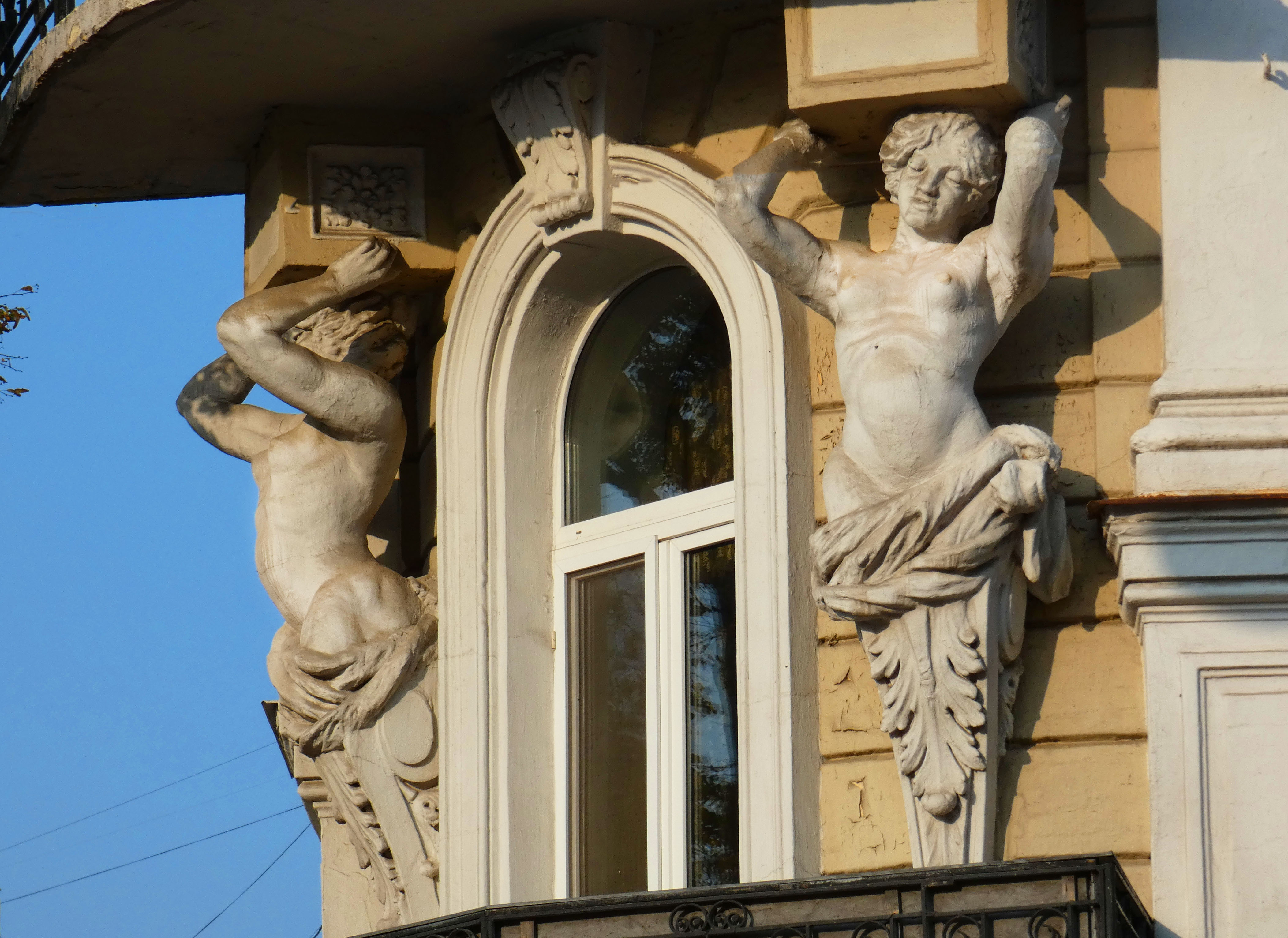
Каріатиди